# Hylexetastes
Hylexetastes é um género de ave da família Dendrocolaptidae.
Este género contém as seguintes espécies:
- Hylexetastes brigidai
- Hylexetastes perrotii
- Hylexetastes stresemanni
- Hylexetastes uniformis